# Тони ди Терлизи
Тони ди Терлизи (на английски: Tony DiTerlizzi) е американски илюстратор, фентъзи художник, продуцент и писател на бестселъри в жанра фентъзи и детска литература.

## Биография и творчество
Тони ди Терлизи е роден на 6 септември 1969 г. в Уитиър, Калифорния, САЩ, в семейство на художници. Името му означава от Терлици, град в Южна Италия. Отраства в Южна Флорида, където завършва гимназия. Учи в Училището по изкуствата във Флорида и в Института по изкуствата във Форт Лодърдейл, където получава степен по графичен дизайн през 1992 г.
След дипломирането си се премества през 1996 г., заедно със съпругата си Анджела, в Ню Йорк, където работи като илюстратор на свободна практика за TSR за поредицата „Dungeons & Dragons“. Работи и за издателство „White Wolf“, както и като илюстратор на редица книги. Първата му илюстрирана книга е издадена през 1998 г. За илюстрациите си на поемата „The Spider & The Fly“ (Паякът и мухата) на Мери Хоуит от 1829 г. получава през 2003 г. медала „Калдекот“ на Американската библиотечна асоциация.
През 2003 г., заедно с Холи Блек, поставят началото на мащабната поредица „Хрониките на Спайдъруик“. Книгите от поредицата постигат световен успех и си извоюват одобрението на критиката. Книгите от поредицата са преведени на повече от 30 езика по света. През 2008 г. излиза филмовата адаптация по поредицата с участието на Фреди Хаймор, Сара Болгър и Дейвид Стратърн.
Тони ди Терлизи живее със семейството си в Амхърст, Масачузетс.

## Произведения

### Самостоятелни романи
- Ted (2001)
- Kenny and the Dragon (2008)

### Серия „Хрониките на Спайдъруик“ (Spiderwick Chronicles) – сХоли Блек
1. The Field Guide (2003)
Книга за духовете, изд.: „Фют“, София (2004), прев. Екатерина Латева
2. The Seeing Stone (2003)
Виждащият камък, изд.: „Фют“, София (2004), прев. Екатерина Латева
3. Lucinda's Secret (2003)
Тайната на Лусинда, изд.: „Фют“, София (2004), прев. Екатерина Латева
4. The Ironwood Tree (2004)
Желязното дърво, изд.: „Фют“, София (2004), прев. Екатерина Латева
5. The Wrath of Mulgarath (2004)
Яростта на Мулгарад, изд.: „Фют“, София (2005), прев. Екатерина Латева

### Серия „Хрониките на Спайдъруик:Продължението“ (Beyond the Spiderwick Chronicles) – с Холи Блек
1. The Nixie's Song (2007)
Песента на водния дух, изд.: „Фют“, София (2011), прев. Ирина Манушева
2. A Giant Problem (2008)
Пробуждането на великаните, изд.: „Фют“, София (2011), прев. Ирина Манушева
3. The Wyrm King (2009)
Драконовата хидра, изд.: „Фют“, София (2011), прев. Ирина Манушева

### Серия „Хрониките на Спайдъруик: Специално издание към Виждащия камък“ (Spiderwick Chronicles Special Edition of the Seeing Stone) – с Холи Блек
1. Goblins Attack (2007)
2. Troll Trouble (2007)
3. Great Escape (2007)

### Серия „Приключенията на Мено“ (Adventure of Meno) – с Анджела ди Терлизи
1. Big Fun! (2009)
2. Wet Friend! (2009)
3. Yummy Trip! (2010)
4. Uh-Oh Sick! (2010)
5. Rain Day! (2015)
6. Time Egg! (2016)

### Серия „Уондла“ (WondLa)
1. The Search for WondLa (2010)
2. A Hero for WondLa (2012)
3. The Battle for WondLa (2014)

### Сборници
- Full-Blooded Fantasy: 8 Spellbinding Tales in Which Anything Is Possible (2005) – с Джоди Лин Андерсън, Хилари Бел, Холи Блек, Уил Дейвис, Читра Банерджи Дивакаруни, Нанси Фармър, Д. Дж. Чакхейл, Кай Майър и Дж. Т. Пети

### Книги за Тони ди Терлизи
- The Fan's Guide to the Spiderwick Chronicle: Unauthorized Fun With Fairies, Ogres, Brownies, Boggarts, and More! (2008) – от Лоис Греш

### Документалистика
- Realms: The Roleplaying Art of Tony Diterlizzi (2015)

### Илюстрации
- Dinosaur Summer (1998)
- Ribbiting Tales (2000)
- Alien & Possum: Friends No Matter What (2001)
- Alien & Possum: Hanging Around (2002)
- The Spider & The Fly (2002)
- Dragonflight (2002)
- Peter Pan in Scarlet (2005)
- Star Wars the Adventures of Luke Skywalker, Jedi Knight (2014)

### Екранизации
- 2008 Хрониките на Спайдъруик, Spiderwick Chronicles – по романите, продуцент